# Jiaopingdu Xiang
Jiaopingdu Xiang (kinesiska: 皎平渡, 皎平渡乡) är en socken i Kina. Den ligger i provinsen Yunnan, i den sydvästra delen av landet, omkring 120 kilometer norr om provinshuvudstaden Kunming.
Genomsnittlig årsnederbörd är 1 003 millimeter. Den regnigaste månaden är juli, med i genomsnitt 267 mm nederbörd, och den torraste är januari, med 4 mm nederbörd.